# استروتس
استروتس (به لاتین: Ostrovets) یک منطقهٔ مسکونی در بلغارستان است که در شهرستان کیرکوفو واقع شده‌است.